# Joby Talbot
Joby Talbot (Wimbledon (Londen), 25 augustus 1971) is een Engelse componist. Hij heeft voor een breed scala aan doeleinden geschreven en dus voor een breed scala aan stijlen, waaronder instrumentale en vocale concertmuziek, film- en televisiemuziek, poparrangementen en danswerken. Hij is bij verschillende publieksgroepen bekend voor zeer verschillende werken.

## Levensloop
Talbot werd geboren in Wimbledon en groeide op in Mitcham. Hij ging vanaf zijn achtste met een muziekbeurs naar King's College School, Wimbledon. Talbot speelde piano en hobo, studeerde privé compositie bij Brian Elias en na het behalen van een Bachelor of Music aan de Royal Holloway University of London, voltooide hij een Master of Music (Composition) aan de Guildhall School of Music and Drama onder leiding van Simon Bainbridge.
Opmerkelijke composities die Talbot heeft gemaakt zijn onder meer de a capella koorwerken The Wishing Tree (2002) en Path of Miracles (2005); orkestwerken Sneaker Wave (2004), Tide Harmonic (2009), Worlds, Stars, Systems, Infinity (2012) en Meniscus (2012); het thema en de partituur voor de populaire BBC Two-comedyserie The League of Gentlemen (1999-2002); de stomme films The Lodger (1999) en The Dying Swan (2002) voor het British Film Institute; filmmuziek The Hitchhiker's Guide to the Galaxy (2005) en Penelope (2006).
Werken voor dans zijn onder meer Chroma (2006), Genus (2007), Fool's Paradise (2007), Chamber Symphony (2012), Alice's Adventures in Wonderland (2011, nieuw leven ingeblazen in 2012 en 2013) en The Winter's Tale (2014), de laatste twee zijn complete verhalende balletpartituren in opdracht van het Royal Ballet en het National Ballet of Canada.
Talbot maakte zijn eerste operadebuut in januari 2015 met de Dallas Opera, een toneelstuk in één bedrijf getiteld Everest op een libretto van Gene Scheer, dat de drie klimmers volgt die betrokken waren bij de Mount Everest-ramp van 1996.

## Discografie

### Albums
| Jaar | Titel                                                           | Opmerkingen                           |
| ---- | --------------------------------------------------------------- | ------------------------------------- |
| 2002 | The Dying Swan: Music for 1 to 7 Players                        |                                       |
| 2005 | The Hitchhiker's Guide to the Galaxy (Original Soundtrack)      |                                       |
| 2005 | Once Around the Sun                                             |                                       |
| 2005 | The League of Gentlemen's Apocalypse (Original Film Soundtrack) | met RTÉ Concert Orchestra             |
| 2006 | Path Of Miracles                                                | met Tenebrae en Nigel Short           |
| 2007 | Arctic Tale (Original Motion Picture Score)                     |                                       |
| 2008 | Son Of Rambow (Music from the Motion Picture)                   |                                       |
| 2008 | Penelope (Original Motion Picture Soundtrack)                   |                                       |
| 2009 | Franklyn (Original Soundtrack Recording)                        |                                       |
| 2009 | Genus                                                           | met Deru                              |
| 2011 | Tide Harmonic                                                   |                                       |
| 2013 | Alice's Adventures in Wonderland                                |                                       |
| 2013 | Closed Circuit (Music From the Motion Picture)                  |                                       |
| 2015 | Path of Miracles                                                | met Conspirare en Craig Hella Johnson |
| 2016 | Sing (Original Motion Picture Score)                            |                                       |
| 2017 | Path Of Miracles / Footsteps                                    | Owain Park, Tenebrae en Nigel Short   |
| 2021 | Sing 2 (Original Motion Picture Score)                          |                                       |
| 2023 | Wonka (Original Motion Picture Soundtrack)                      | met Neil Hannon                       |

## Filmografie
| Jaar | Titel                                | Opmerkingen     |
| ---- | ------------------------------------ | --------------- |
| 2005 | The Hitchhiker's Guide to the Galaxy |                 |
| 2005 | The League of Gentlemen's Apocalypse |                 |
| 2006 | Penelope                             |                 |
| 2006 | Sixty Six                            |                 |
| 2007 | Son of Rambow                        |                 |
| 2008 | Angus, Thongs and Perfect Snogging   |                 |
| 2008 | Is Anybody There?                    |                 |
| 2008 | Franklyn                             |                 |
| 2010 | Burke and Hare                       |                 |
| 2011 | Hunky Dory                           |                 |
| 2013 | Closed Circuit                       |                 |
| 2016 | Sing                                 |                 |
| 2021 | Sing 2                               |                 |
| 2023 | Wonka                                | met Neil Hannon |

## Overige producties

### Televisiefilms
| Jaar | Titel                    | Opmerkingen |
| ---- | ------------------------ | ----------- |
| 2002 | Legend of the Lost Tribe |             |

### Televisieseries
| Jaar | Titel                   | Opmerkingen                                      |
| ---- | ----------------------- | ------------------------------------------------ |
| 1999 | Dark Ages               |                                                  |
| 1999 | The League of Gentlemen | 1999-2002, 2017, met Jeremy Holland-Smith (2017) |
| 2003 | Grass                   |                                                  |
| 2006 | Mayo                    |                                                  |
| 2008 | The Palace              | met Richard Chester                              |
| 2009 | Psychoville             | 2009-2011, met Jeremy Holland-Smith              |
| 2010 | Tracy Beaker Returns    |                                                  |
| 2012 | Dead Boss               | met Jeremy Holland-Smith                         |

### Documentaires
| Jaar | Titel       | Opmerkingen |
| ---- | ----------- | ----------- |
| 2007 | Arctic Tale |             |

### Theaterwerk
| Jaar | Titel                            | Opmerkingen    |
| ---- | -------------------------------- | -------------- |
| 2006 | Chroma                           | met Jack White |
| 2007 | Genus                            |                |
| 2011 | Alice's Adventures in Wonderland |                |
| 2014 | The winter's tale                |                |
| 2015 | Everest                          |                |

### Concertwerk
| Jaar | Titel                              | Opmerkingen                                          |
| ---- | ---------------------------------- | ---------------------------------------------------- |
| 2002 | The Wishing Tree                   |                                                      |
| 2004 | Sneaker Wave                       |                                                      |
| 2004 | Hovercraft                         |                                                      |
| 2005 | Path of Miracles                   | met Tenebrae                                         |
| 2006 | Desolation Wilderness              |                                                      |
| 2007 | Fool's Paradise                    |                                                      |
| 2009 | Tide Harmonic                      |                                                      |
| 2011 | Chacony in G Minor (after Purcell) | geïnspireerd door Henry Purcell                      |
| 2012 | Meniscus                           |                                                      |
| 2012 | Chamber Symphony                   |                                                      |
| 2012 | Worlds, Stars, Systems, Infinity   |                                                      |
| 2013 | Genus Quartet                      | een bewerking van Talbots gelijknamige werk uit 2007 |